# Mariah Denigan
Mariah Denigan, född 3 maj 2003 i Fairfield, Ohio, är en amerikansk simmare.

## Karriär
Vid junior-VM i öppet vatten-simning 2018 i Eilat tog Denigan silver i den mixade lagtävlingen samt brons individuellt på 5 km. Vid panamerikanska spelen 2019 i Lima tog hon silver på 800 meter frisim.
Vid olympiska sommarspelen 2024 i Paris slutade Denigan på 16:e plats på 10 km öppet vatten.